# Атенеум
 Атенеум (лат. Atheneum, тобто на честь Афіни) — найбільший художній музей Фінляндії, у місті Гельсінки. У ньому демонструються твори європейських митців, широко представлено фінський живо́пис.

## Будівля
Будівля музею розташована на майдані Раутатієнторі навпроти Центрального вокзалу. Спочатку вона призначалася для Академії мистецтв та університету мистецтв і дизайну. Проєкт створив архітектор Теодор Хьойєр. Скульптурне оздоблення — Карл Енеас Шьостранд . Будівництво закінчили у 1887 році. Фасад тридільний, має невеликі бічні ризаліти і великий центральний. Усі увінчані трикутними фронтонами. Пафосна архітектура фасаду з рустом першого поверху підкреслена скульптурним декором. На центральному ризаліті — подвоєні фігури каріатид, а на рівні другого поверху (у круглих нішах) погруддя Рафаеля, Фідія та Браманте. Під фронтоном центрального ризаліту — напис золотом «При єдності і малі держави міцніють».
Будівля витримана в стилі історизму, який розцінюють як найкращий зразок неоренесансу у Фінляндії.

## Колекції

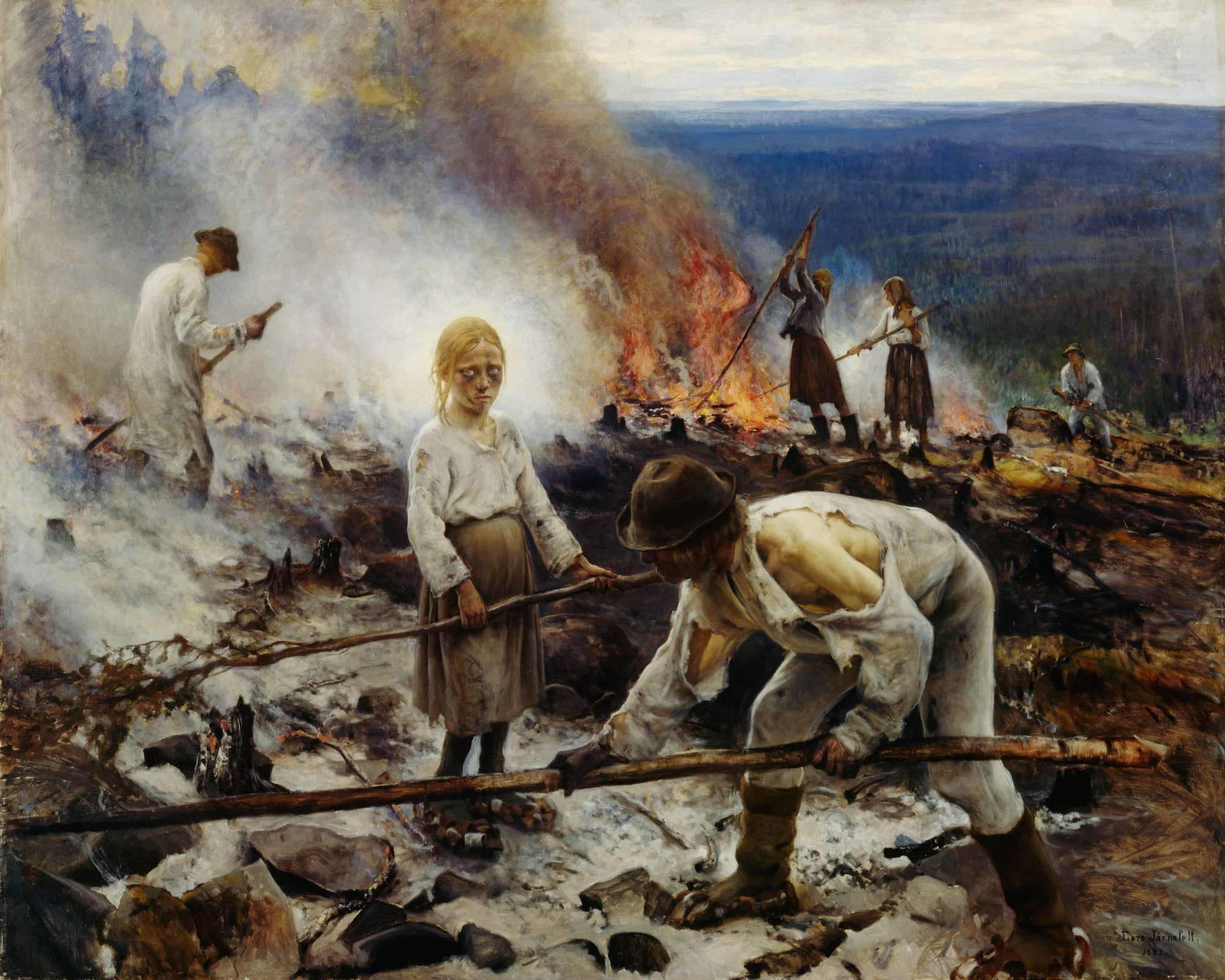
Худ. Ееро Йярнефельт, Випалення лісу для майбутнього поля, 1893 р.

Підросійська Фінляндія, яка у 19 столітті була своєрідною буферною зоною між Російською імперією та Швецією, мала автономію. В цей період завершувалися процеси формування та самоідентифікації фінів як окремої нації. Частково вони відбилися і в створенні національної Академії мистецтв. Імператор Микола ІІ передав у Гельсінгфорс (так тоді називалося Гельсінкі) для Товариства художників Фінляндії 18 картин. Вони поклали початок колекції Атенеума, яка згодом зростала за сприяння фінського уряду і була підсилена дарами та закупівлями як в іноземних, так і у вітчизняних майстрів.

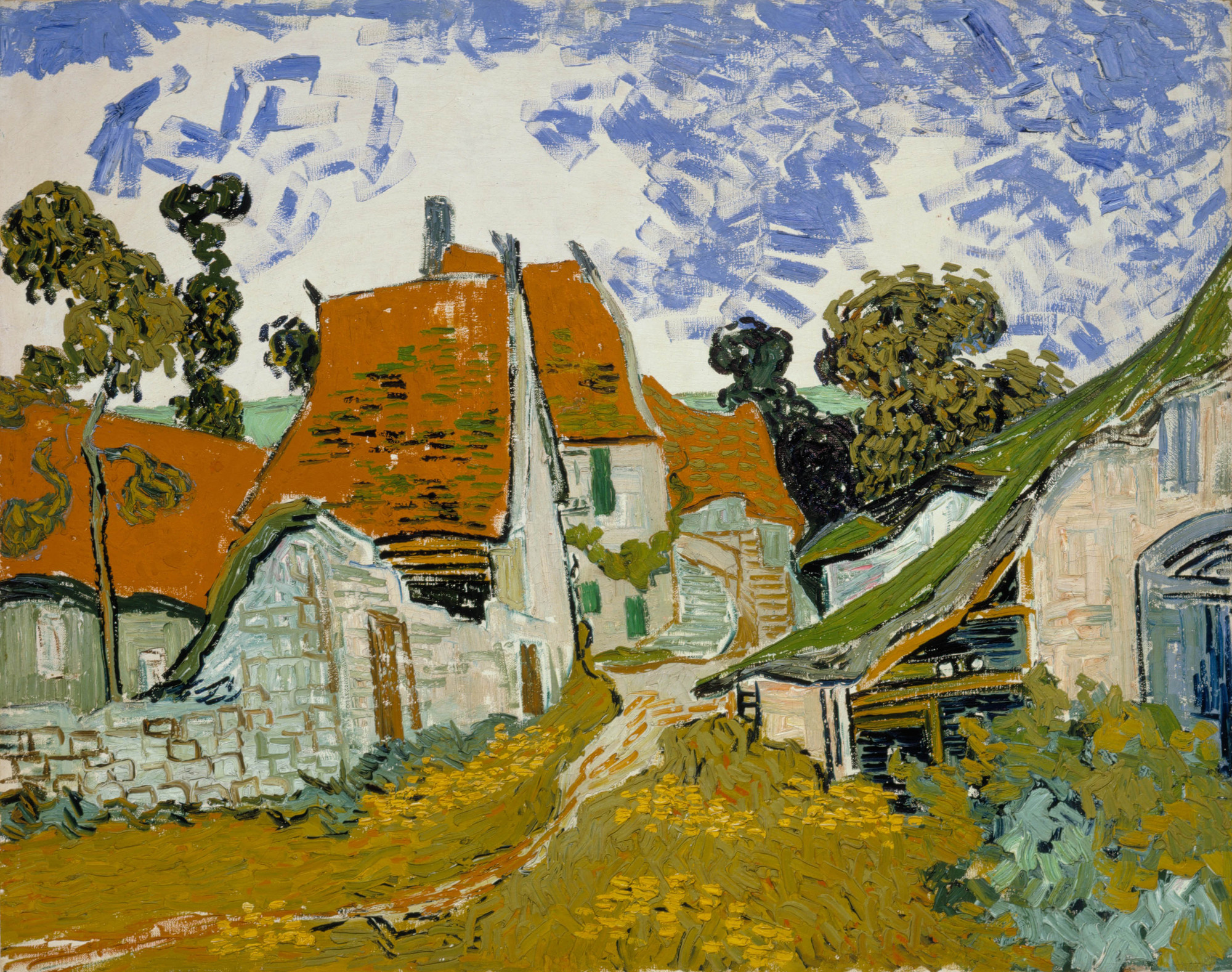
Ван Гог, «Сільська вулиця в Овері», травень, 1890 р.

Серед дарунків Атенеуму — твори російських художників і власні твори, що подарував музею Ілля Рєпін, який провів останні роки у Фінляндії, не бажаючи повертатися до більшовицького СРСР.
Колекція музею має декілька творів уславлених майстрів, хоча й поступається колекціям сусідніх держав (Ермітаж або Національний музей Швеції у Стокгольмі за кількістю шедеврів перевищують Атенеум через те, що формувалися у супердержавах-імперіях). Але Атенеум має своє обличчя, яке формують твори митців, серед яких:
- Акселі Галлен-Каллела
- Альберт Едельфельт
- Франсіско Гойя
- Едґар Деґа
- Поль Гоген («Міст Естатік»)
- Поль Сезанн
- Вінсент ван Гог
- Амедео Модільяні (портрет Леопольда Сюрважа)
- Едвард Мунк (портрет Густава Шифера)
- Іван Шишкін
- Василь Полєнов
- Ісаак Левітан
- Марк Шагал («Лютнист»)
- Сіґрід Шауман тощо.

## Галерея

### Твори Рєпіна

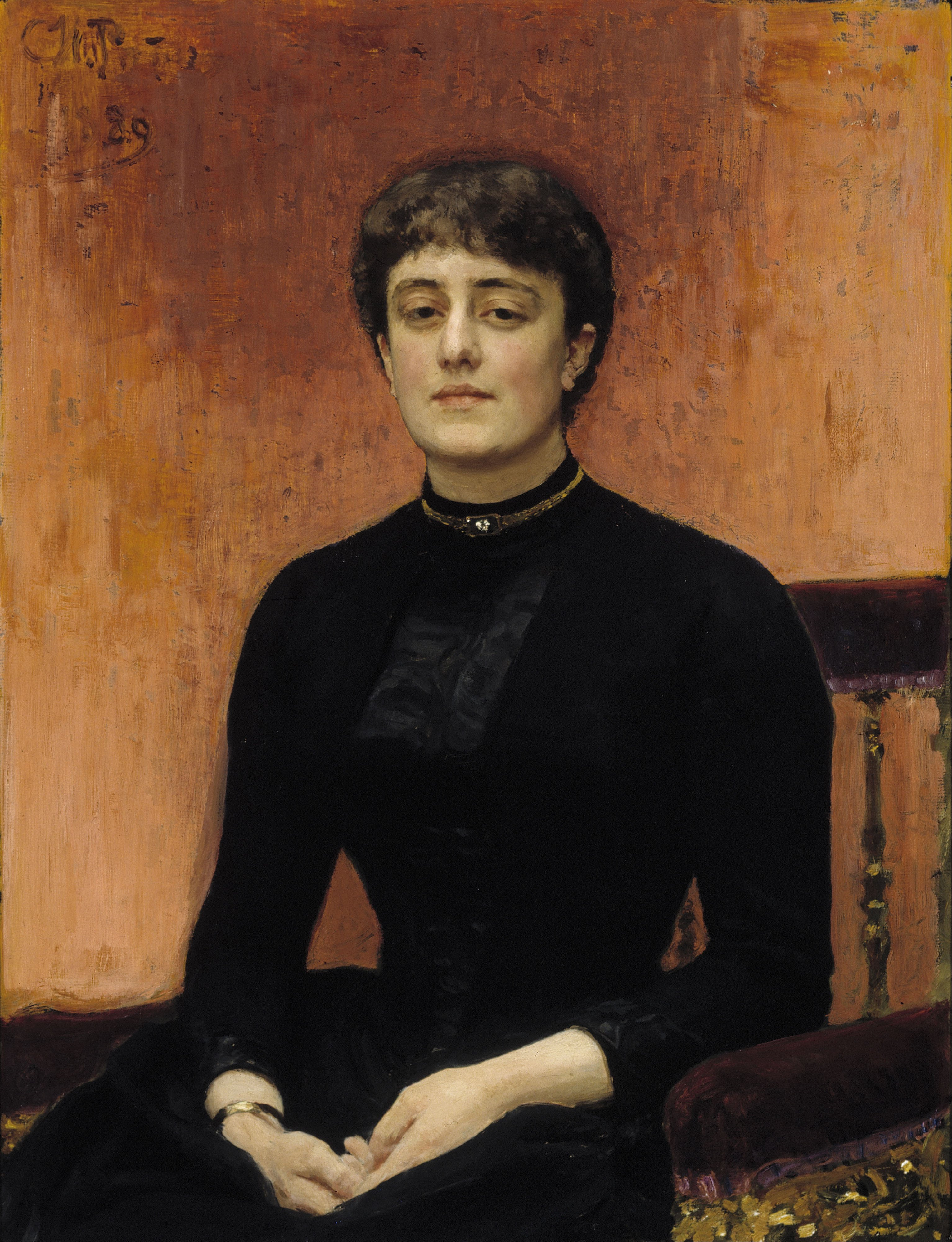
Єлизавета Званцева, 1889 р.
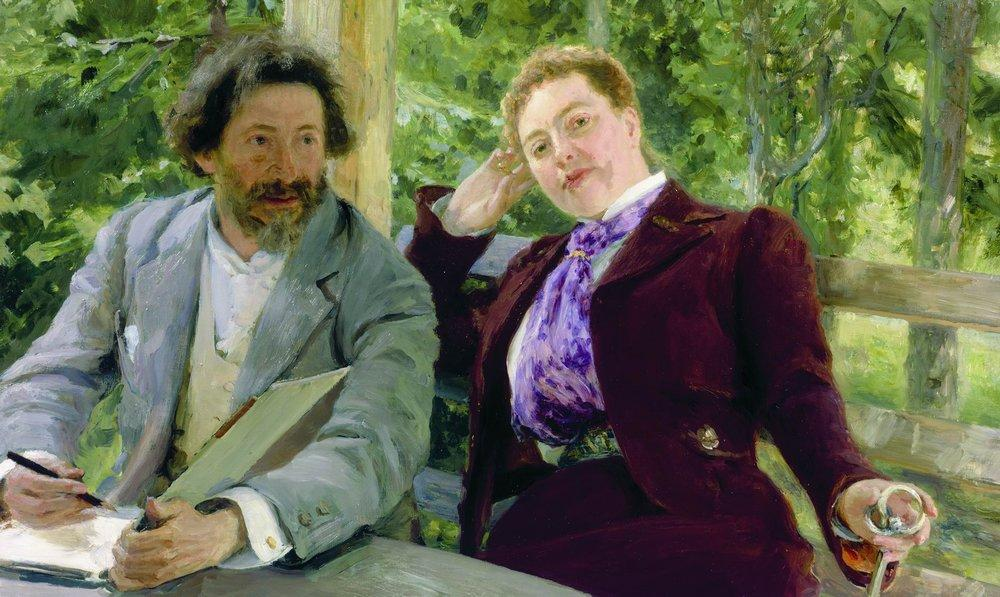
Автопортрет з Нордман-Северовою
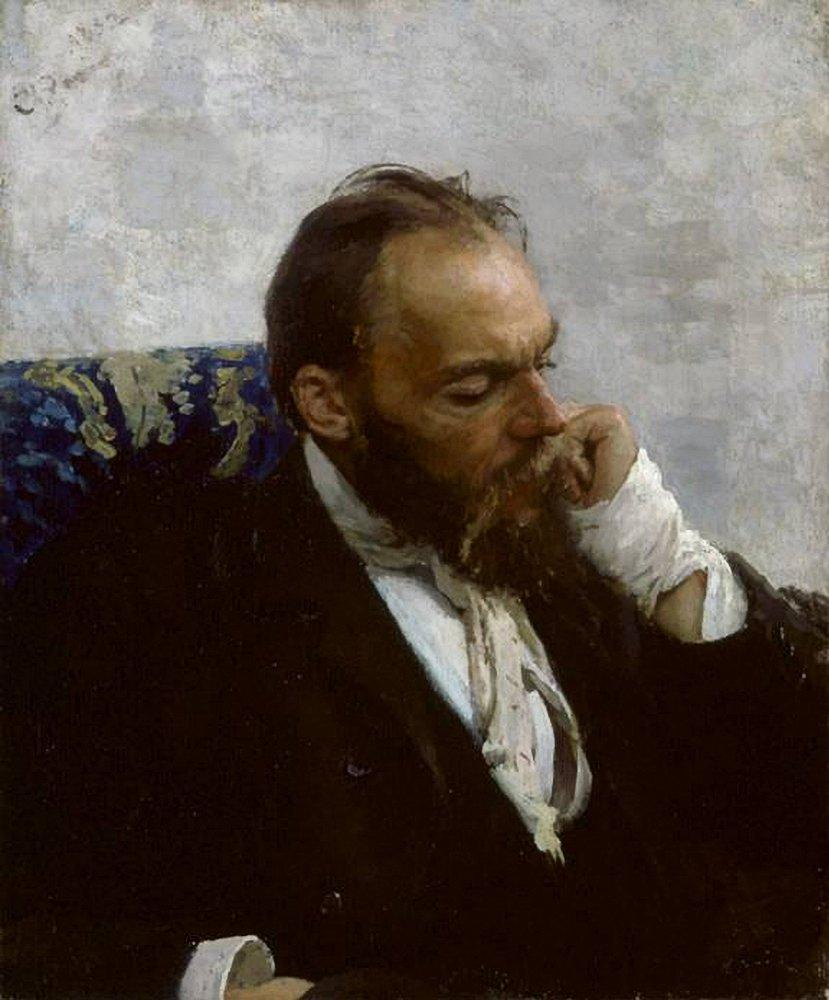
Микола Мурашко
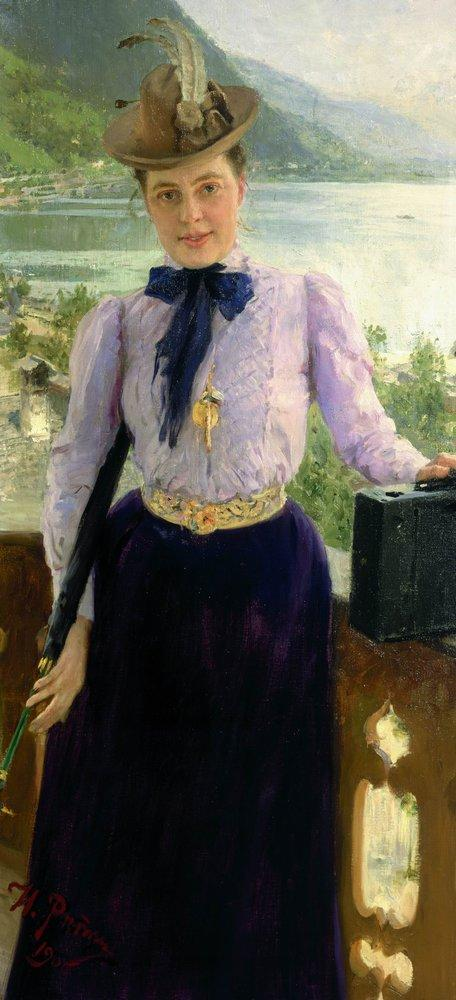
Нордман-Северова, 1900 р.

### Пейзажі

Худ. Густав Вернер Гольмберг, «Шляхом до Хямесе»
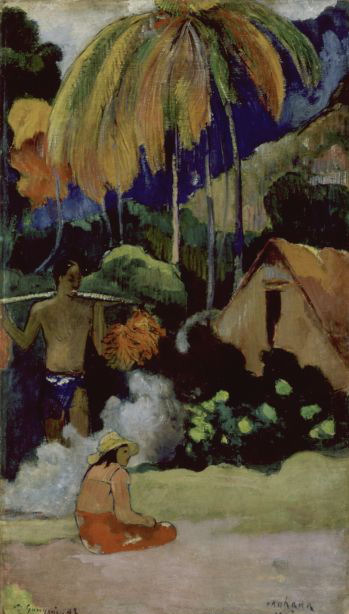
Худ.П. Гоген, Махана Маа ІІ, 1892 р.
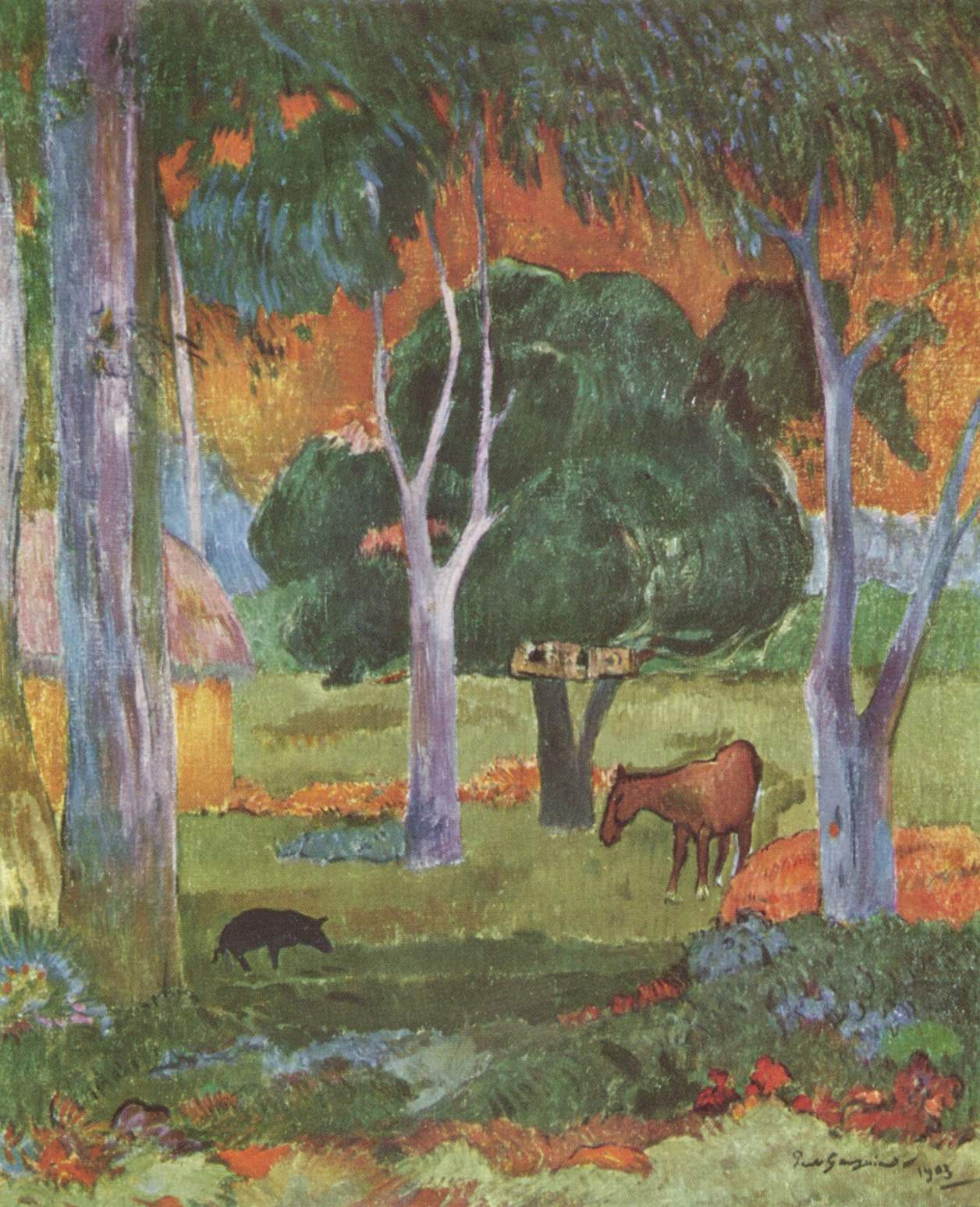
Худ. П. Гоген, пейзаж на о. Домінік, 1903 р.

### Твори Галлен-Каллела

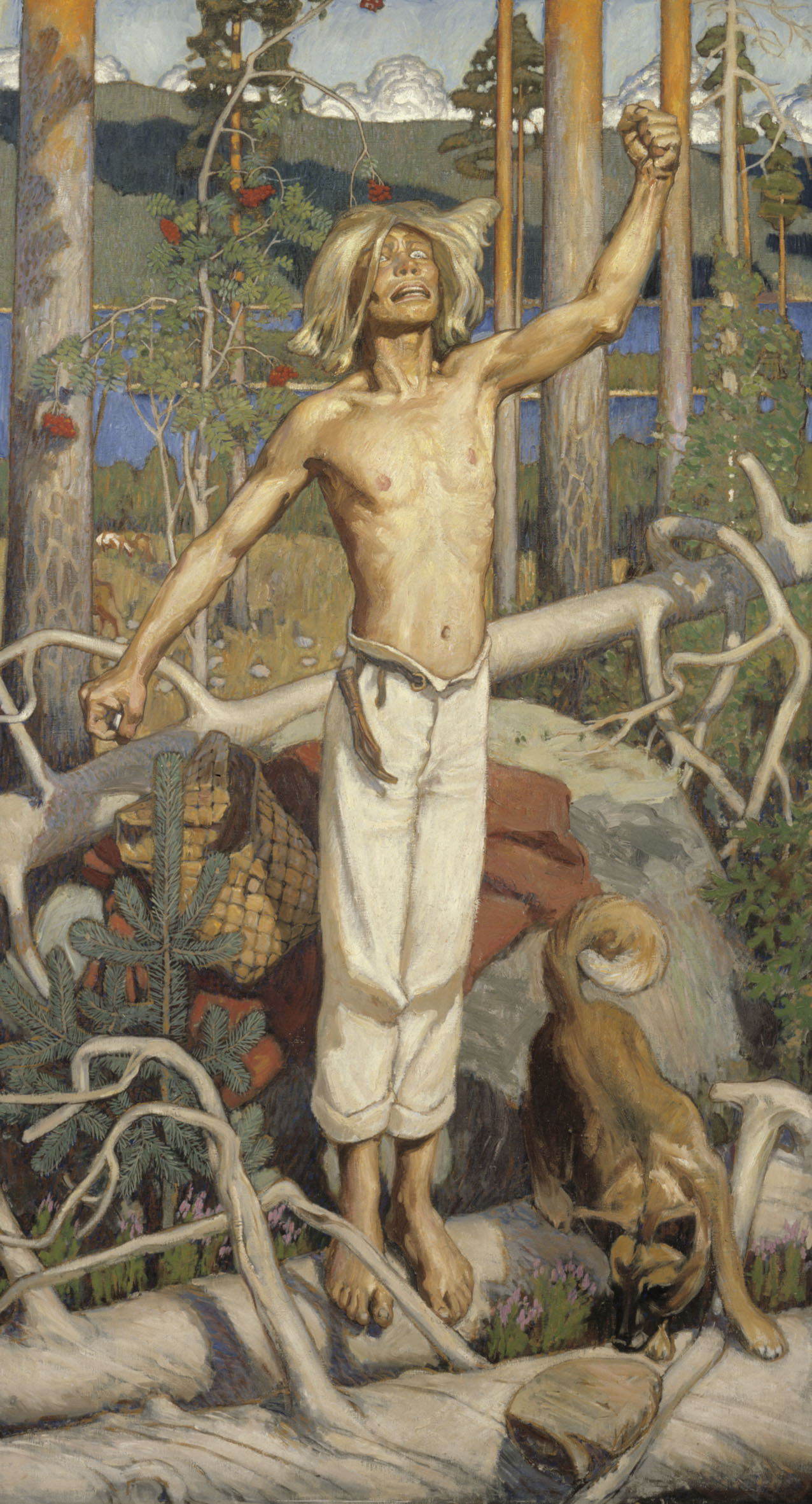
Прокльони Куллерво, 1899 р.
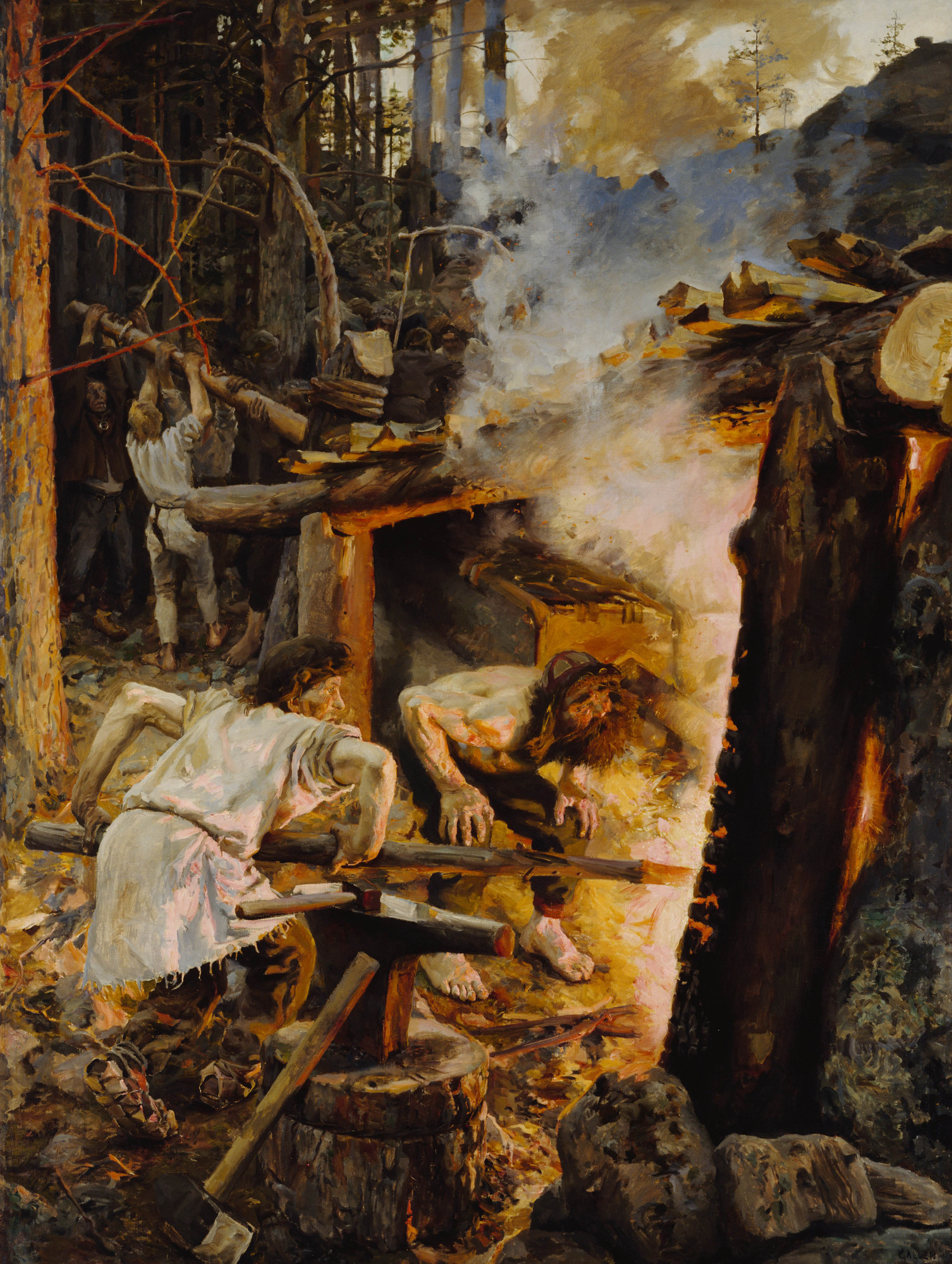
Ковалі кують скарб Сампо
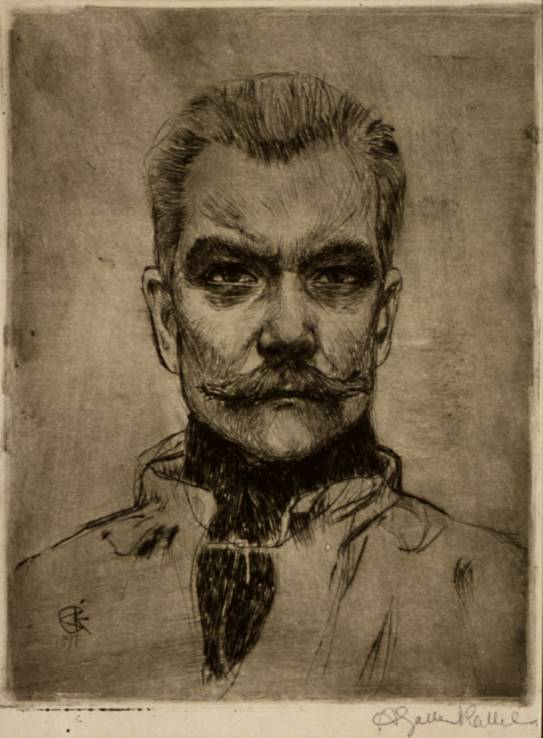
Автопортрет
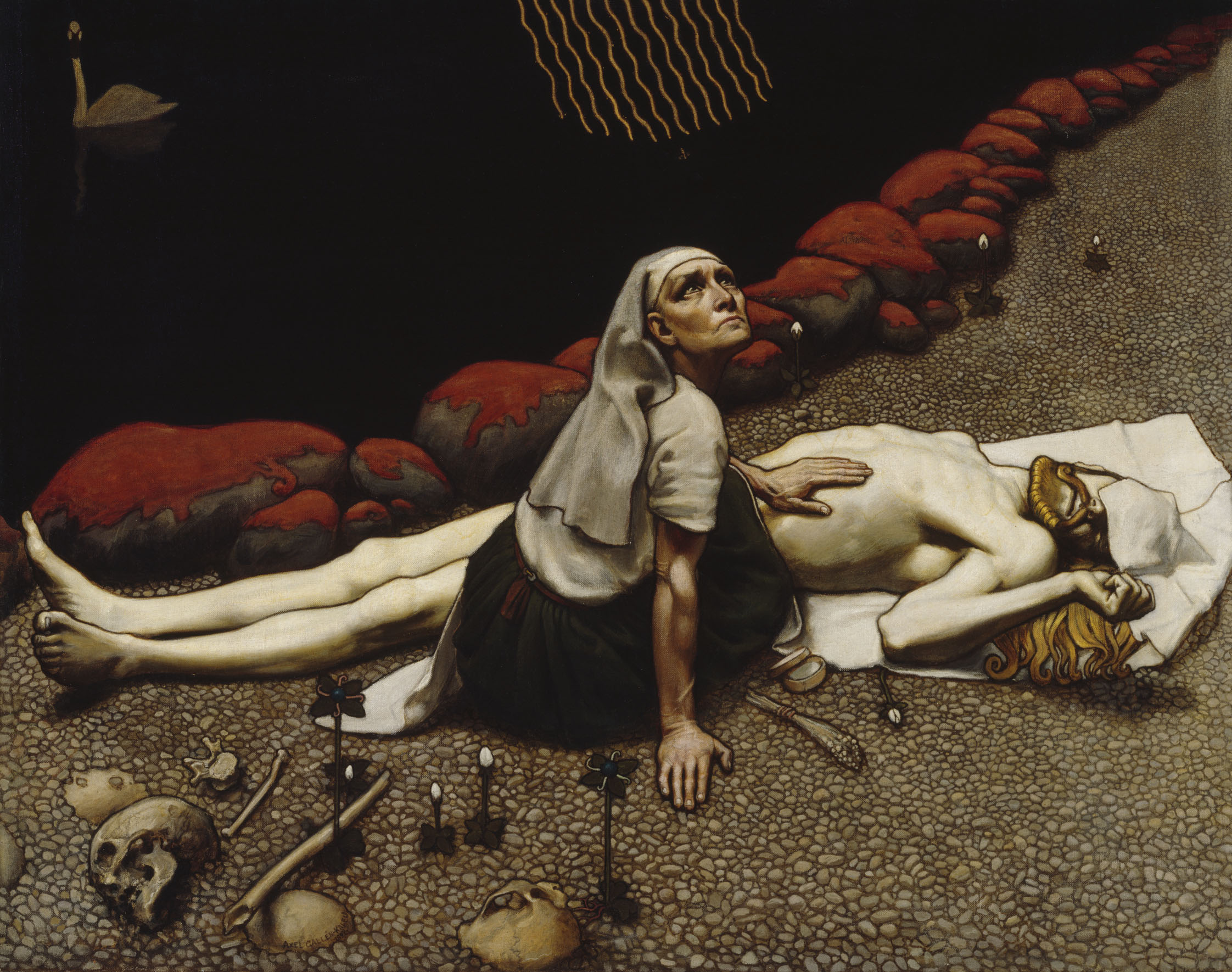
Мати Леммінкайнена, 1897 р.